# Nancy Spero
Nancy Spero (Cleveland, Estats Units, 24 d'agost del 1926 - Nova York, 18 d'octubre del 2009) fou una artista nord-americana reconeguda internacionalment per la seva lluita feminista i activista amb altres causes com la guerra de Vietnam.
Va estudiar a l'Institut d'Art de Chicago el 1945 i s'hi va graduar el 1949. Durant una estada a França va continuar la seva formació a l'Escola Nacional Superior de Belles a París i després a l'estudi d'André Lhote, pintor cubista, professor i crític.
Als 31 anys es va casar amb el pintor Leon Golub, i ambdós es van establir a Chicago. Més tard van viure un temps a Itàlia, fins que es van traslladar a París el 1959 i finalment varen tornar a Chicago al 1964. Fruit de la seva relació amb Leon Golub van néixer els seus tres fills, Paul, Philip i Stephen. Nancy Spero mor el 18 d'octubre de 2009 a causa d'una artrosis reumatoide degenerativa que li van diagnosticar al voltant dels trenta i que la va limitar física i moralment per les fortes crisis de dolor patides.

## Obra
L'obra d'Spero està plena de pensaments feministes aplicats a les arts plàstiques, partint la majoria de la seva condició de dona i de com es veia desplaçada socialment dins del medi artístic.

### Anys 50
Una constant en les obres de Nancy Spero des d'inicis dels anys 50 endavant ha estat la figura femenina, que ella converteix en protagonista de la seva obra. Inicialment pintava sobre parets o rotllos de paper a l'estil egipci, per on desfilaven deesses prehistòriques, figures atletes de l'època antiga, aborígens o dones icòniques culturalment, creant una obra completament de dones. En aquesta època va realitzar Les pintures negres de París o Hours of the night, obra inspirada en el Llibre dels morts egipci.

### Anys 60
Als anys 60 expressa el seu compromís cap a les dones deixant de pintar sobre tela, al·legant que aquest suport tradicional de pintura pertany als homes. Amb aquesta mesura va voler deixar clara la seva oposició a l'art institucionalitzat, ja que aquest negava a les dones artistes. Va passar a utilitzar el paper, medi fràgil, en al·lusió a la visió de la societat sobre les dones, que a vegades trencava amb les seves pinzellades agressives.
Durant els 60 va incloure a la seva obra el seu compromís polític a més del compromís feminista. Les seves obres evolucionen cap al collage i  expressen l'oposició que sentia Spero a la guerra de Vietnam, que podem veure a The war series, omplint els seus quadres de bombes amb forma fàl·lica i altres símbols militars purament masculins. En aquestes es pot apreciar com Spero no perdia temps en fer una obra neta i polida, sinó que se centrava en reflectir sobre el paper la brutalitat i la destrucció que el seu país estava provocant de forma clara i concisa.

### Anys 70
Cap als anys 70 la seva obra es veu clarament afectada pels abusos que patien les dones a les dictadures sud-americanes. En aquest període les seves obres se centren en imatges de dones patint amb textos que ens fan al·lusió a les atrocitats comeses, com es pot veure al seu treball Torture of Woman

### Anys 80
Als anys 80 va centrar-se totalment en el cos de les dones com a punt d'interès de la seva obra, combinant-ho amb reflexions sexuals i polítiques però abandonant el text com a forma d'expressió. En aquesta època elimina la separació entre l'espai on es crea l'obra i l'obra en si i fa participar-hi a l'espectador mitjançant suports molt grans i fent que l'obra traspassi el suport. En aquesta època crea obres com The first language o Female Bomb.
La lluita de Nancy Spero per transmetre idees feministes que facin una crítica a la imposició del gènere masculí per sobre del femení en tots els aspectes de la societat, però particularment en el medi artístic expressant que els museus o galeries infravaloren o directament fan invisibles a les artistes femenines la podem veure en el moment en què Spero crea al Soho de Nova York la primera galeria únicament per a dones. 